# Lets voetbalkampioenschap 1926
In 1926 werd het zesde voetbalseizoen gespeeld van het landskampioenschap van Letland. Na de regionale kampioenschappen, waarvan enkel de stand van de groep Riga bewaard gebleven is volgde nu een nieuwe groepsfase waarin de kampioen aangeduid werd. RFK werd voor de derde opéénvolgende keer kampioen.

## Eerste fase

### Groep Riga
| Plaats | Club      | Wed. | W | G | V | Saldo | Ptn. |
| ------ | --------- | ---- | - | - | - | ----- | ---- |
| 1.     | RFK       | 5    | 5 | 0 | 0 | 32-7  | 10   |
| 2.     | LSB       | 5    | 4 | 0 | 1 | 21-5  | 8    |
| 3.     | Amatieris | 5    | 3 | 0 | 2 | 12-10 | 6    |
| 4.     | JKS       | 5    | 1 | 1 | 3 | 4-19  | 3    |
| 5.     | LNJS      | 5    | 1 | 0 | 4 | 8-21  | 2    |
| 6.     | ASK       | 5    | 0 | 1 | 4 | 3-18  | 1    |

|  | Geplaatst voor tweede fase |

## Tweede fase
| Plaats | Club             | Wed. | W | G | V | Saldo | Ptn. |
| ------ | ---------------- | ---- | - | - | - | ----- | ---- |
| 1.     | RFK              | 4    | 4 | 0 | 0 | 36-3  | 8    |
| 2.     | Olimpija Liepāja | 4    | 3 | 0 | 1 | 13-2  | 6    |
| 3.     | Daugavpils ASK   | 4    | 2 | 0 | 2 | 15-10 | 4    |
| 4.     | 1. Jelgavas SB   | 4    | 1 | 0 | 3 | 11-16 | 2    |
| 5.     | Valkas SB        | 4    | 0 | 0 | 4 | 5-49  | 0    |

|  | Kampioen |

## Kampioen
| 1926. gada Latvijas čempionāts futbolā |
| Letland                                |
| -------------------------------------- |
| RFK Kampioen (3° titel)                |